# Åsele kommunlista
Åsele kommunlista (åkl) var ett lokalt politiskt parti som var registrerat för val till kommunfullmäktige i Åsele kommun 2010. Partiet bildades genom ett samgående av Moderaterna, Centerpartiet, Kristdemokraterna, Åselepartiet och Folkpartiet. Partiet ställde inte upp i valet 2014. Partiet var procentuellt sett Sveriges största renodlade kommunparti i valet 2010.  

## Valresultat
| År   | Röster | Procent | Mandat  |
| ---- | ------ | ------- | ------- |
| 2010 | 682    | 34,34 % | 11 / 31 |